# Inverso Pinasca
 Inverso Pinasca je italská obec v provincii Torino v oblasti Piemont.
V roce 2012 zde žilo 756 obyvatel.

## Sousední obce
Perosa Argentina, Pinasca, Pomaretto, Pramollo, San Germano Chisone, Villar Perosa

## Vývoj počtu obyvatel
Zdroj: 